# ويليام جوردن
ويليام جوردن (بالإنجليزية: William Conrad Jordan)‏ هو مجدف أمريكي، ولد في 25 يونيو 1898 في كليفلاند في الولايات المتحدة، وتوفي في 13 يوليو 1968 في سبرينغفيلد في الولايات المتحدة.

## وصلات خارجية
- ويليام جوردن على موقع الاتحاد الدولي للتجديف (الإنجليزية)
- ويليام جوردن على موقع اللجنة الأولمبية الدولية (الإنجليزية)
- ويليام جوردن على موقع أوليمبيديا (الإنجليزية)